# Курилов, Станислав Васильевич
Станисла́в Васи́льевич Кури́лов (англ. Slava Kurilov) (17 июля 1936, Орджоникидзе — 29 января 1998, Тивериадское озеро, Северный округ) — советский, канадский и израильский океанограф, писатель, известный своим побегом вплавь с борта советского туристического лайнера в 1974 году.

## Биография
Родился 17 июля 1936 года в городе Орджоникидзе. Детство провёл в Семипалатинске, где научился плавать; в 10-летнем возрасте переплыл Иртыш. Пытался без документов устроиться юнгой на Балтийский флот. Отслужил в армии химическим инструктором сапёрного батальона.
Изучал социальную психологию в педагогическом институте, окончил мореходное училище, окончил Ленинградский гидрометеорологический институт по специальности «Океанология». После этого работал в филиале Института океанологии Академии наук СССР в Ленинграде, был инструктором по глубоководному погружению в Институте биологии моря во Владивостоке. Изучал йогу по самиздатским публикациям. Пытался добиться разрешения поехать в зарубежную командировку, однако ему в этом упорно отказывали, по разным причинам, в том числе из-за того, что у него были родственники за границей (его родная сестра вышла замуж за индийца и уехала с мужем в Индию, а оттуда в Канаду).

### Побег из СССР
Не имея возможности легально покинуть СССР, Станислав
Курилов стал готовиться к побегу. Эта мысль зрела в нём долго, а реальный выход нашёлся спонтанно — он увидел объявление о круизном туре на лайнере «Советский Союз», в декабре 1974 года следовавшем из Владивостока до экватора и обратно без захода в порты. Поскольку теплоход не заходил в иностранные порты, для участия в круизе не требовалась выездная виза.
Рассчитав по карте оптимальный маршрут, ночью 13 декабря 1974 года Станислав прыгнул с кормы с высоты более 12 метров. Чудом избежав попадания под винты теплохода, он надел ласты, маску и трубку и вплавь направился к берегу. Без сна, еды и питья, не имея морского снаряжения, Курилов плыл в открытом океане почти трое суток. Он остался жив, выбравшись на берег острова Сиаргао (Филиппины). Из-за проблем с навигацией и течениями, планируемые восемнадцать километров превратились в почти сто. Проявленной Куриловым выносливости способствовали, с его слов, многолетние занятия йогой.
Филиппинцы доставили Курилова в город Кагаян-де-Оро на острове Минданао, и информация о его побеге попала в международную прессу.
После расследования, проведённого филиппинскими властями, и нахождения в заключении был депортирован в Канаду, где получил канадское гражданство.
О побеге сообщила радиостанция «Голос Америки». Курилов был заочно приговорён в СССР к 10 годам лишения свободы за измену Родине.

### После побега
В Канаде Курилов сначала был разнорабочим в пиццерии, потом работал в канадских и американских фирмах, занимающихся морскими исследованиями (поиски полезных ископаемых в районе Гавайских островов, работа в Арктике, океанографические изыскания в экваториальных водах).
Во время одной из рабочих поездок в США встретился там с израильскими литераторами Александром и Ниной Воронель. По их приглашению побывал в Израиле, где познакомился со своей будущей женой Еленой Генделевой.
В 1986 году, после женитьбы, поселился в Израиле, стал сотрудником Хайфского океанографического института. В 1986 году израильский журнал «22» полностью опубликовал повесть Курилова «Побег».
Отрывки из повести были опубликованы в 1991 году в журнале «Огонёк» и принесли автору звание лауреата премии журнала. Предисловие к книге написал русский прозаик и диссидент Василий Аксёнов:

… он-то безусловно принадлежал к малому племени смельчаков, дерзавшему против подлой власти. Прыжок в бескрайний океан с кормы огромного советского парохода, двухдневный заплыв в воде в сторону неведомых Филиппин; кто ещё мог такое сотворить, если не русский интеллектуал, спортсмен и йог Слава Курилов? Русской интеллигенции не следует забывать своих героев: их не так много. … вот он, образ вечного мятежника!
Погиб 29 января 1998 года во время водолазных работ на Тивериадском озере в Израиле. Освобождая вместе с напарником от рыболовных сетей аппаратуру, установленную на дне, Курилов запутался в сетях и выработал весь воздух. Похоронен в Иерусалиме на кладбище немецкой общины темплеров.

## Память
В 2012 году режиссёр Алексей Литвинцев снял документальный фильм о Курилове «Один в океане»; премьера фильма состоялась на телеканале «Россия-1» 16 декабря 2012 года.
В 2017 году украинская группа «Антитела» выпустила клип на песню «TDME», снятый как мини-история побега Станислава Курилова. Роль Курилова в нём сыграл многократный чемпион мира по плаванию Олег Лисогор. Клип был выпущен 22 декабря.
На 2022 год были запланированы съёмки картины «Один в океане», сюжет которой основан на одноимённой книге Курилова. Режиссёр — Кирилл Соколов, исполнитель главной роли — Данила Козловский.